# Xia Peisu

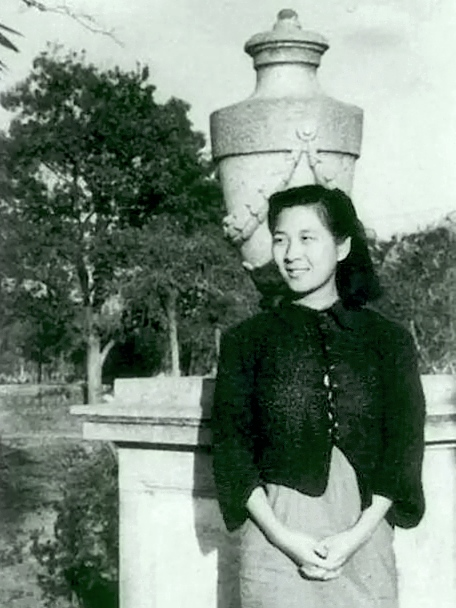
Die chinesische Informatikerin Xia Peisu im Jahr 1946 auf dem Campus der Nationalen Chiao Tung-Universität in Chongqing

 Xia Peisu  (chinesisch 夏培肃; * 28. Juli 1923 in Chongqing, China; † 27. August 2014 in Peking, China) war eine chinesische Informatikerin und Hochschullehrerin. Sie leitete 1958 die Entwicklung von Chinas erstem einheimischen Allzweck-Elektronikcomputer und wurde als "Mutter der Informatik in China" ausgezeichnet. Sie verfasste das erste systematische Lehrbuch für Informatik in China.

## Leben und Werk
Xia besuchte 1934 die Nanyu Middle School und musste 1939 die National No. Nine Middle School in Jiangjin besuchen. Danach ging sie an die Chongqing National Central University, welche 1949 in Nanjing-Universität umbenannt wurde. 1940 erhielt sie dort den Bachelor –Abschluss in Elektrotechnik. 1945 wurde sie für die Zulassung zum Telecommunication Research Institute an der Zweigschule der Jiaotong-Universität Shanghai in Chongqing empfohlen, um ein Aufbaustudium fortzusetzen. Dort lernte sie ihren späteren Ehemann, den Physiker Yang Liming kennen. 1947 ging sie an die Universität Edinburgh, promovierte 1950 am Fachbereich Elektrotechnik und war dort anschließend Postdoktorandin. Zwei Jahre nach der Gründung der Volksrepublik China kehrte sie 1951 mit ihrem Ehemann zurück nach China und nahm eine Anstellung als Associate Researcher am Department of Electrical Engineering der Tsinghua-Universität an. 1952 wurde sie mit dem später nach Deutschland übersiedelten Min Naida und dem späteren Atomphysiker Wang Chuanying in das erste chinesische Forschungsteam für elektronische Computer aufgenommen, welches die Entwicklung der Computertechnologie in China einleitete. 1956 unterrichtete sie den ersten Kurs in Computertheorie in China und verfasste mit „Principles of the Electronic Computer“ das erste systematische Lehrbuch für Informatik in China. Als 1958 die chinesische Universität für Wissenschaft und Technologie gegründet wurde, war sie für den Aufbau des Fachbereichs Informatik verantwortlich und leitete 1958 den Entwurf des ersten in China erstellten Allzweck-Digitalcomputers.
Zu ihren Studenten gehörte Guojie Li, der die Entwicklung der Sugon-Supercomputer leitete und Weiwu Hu, der Chefarchitekt der Loongson-CPU. Als Loongson im Jahr 2002 Chinas erste eigens entwickelte CPU vorstellte, nannte Hu sie zu ihren Ehren Xia-50. XIA war Gründerin und Chefredakteurin des chinesischen Journal of Computers, eines der einflussreichsten chinesischen Fachzeitschriften für Informatik und Technologie, und des Journal of Computer Science and Technology, eines englischen Computerjournals. In Zusammenarbeit mit XU Kongshi leitete sie die Redaktion des englisch-chinesischen Computerwörterbuchs. Sie war Mitglied der 5. und 6. Sitzung der Nationalen Volkskonferenz. 1985 promovierte sie an der Heriot-Watt University. 1991 wurde sie in die Chinese Academy of Sciences aufgenommen und 2010 erhielt sie den ersten Life Achievement Award der China Computer Federation (CCF).

## Mitgliedschaften
- Academic Division of Information Technical Sciences of the Chinese Academy of Sciences